# Џозеф Косињски
Џозеф Косињски (енгл. Joseph Kosinski; Милвоки, 3. мај 1974) амерички је филмаџија познат по раду са рачунарском графиком и тродимензионалном рачунарског графиком (CGI), као и акционим филмовима. Редитељски деби је остварио 2010. године када је режирао Трон: Легат, наставак филма Трон из 1982. године.

## Филмографија
| Година | Српски назив     | Изворни назив | Редитељ | Продуцент | Сценариста | Напомене                              |
| ------ | ---------------- | ------------- | ------- | --------- | ---------- | ------------------------------------- |
| 2010.  | Трон: Легат      |               | Да      | Не        | Не         | редитељски деби                       |
| 2013.  | Заборав          |               | Да      | Да        | Да         | темељи се на његовом графичком роману |
| 2017.  |                  |               | Да      | Не        | Да         | кратак филм                           |
| 2017.  | Најхрабрији      |               | Да      | Не        | Не         |                                       |
| 2022.  | Топ ган: Маверик |               | Да      | Не        | Не         |                                       |
| 2022.  | Паукова глава    | Spiderhead    | Да      | Не        | Не         |                                       |
| 2025.  | Ф1               |               | Да      | Да        | Не         |                                       |

## Чести сарадници
| Глумац         | Трон: Легат (2010) | Заборав (2013) | (2017) | Најхрабрији (2017) | Топ ган: Маверик (2022) | Паукова глава (2022) |
| -------------- | ------------------ | -------------- | ------ | ------------------ | ----------------------- | -------------------- |
| Џеф Бриџиз     | Да                 |                |        | Да                 |                         |                      |
| Том Круз       |                    | Да             |        |                    | Да                      |                      |
| Тејлор Кич     |                    |                | Да     | Да                 |                         |                      |
| Џенифер Конели |                    |                |        | Да                 | Да                      |                      |
| Џејк Пикинг    |                    |                |        | Да                 | Да                      |                      |
| Мајлс Телер    |                    |                |        | Да                 | Да                      | Да                   |
| Чарлс Парнел   |                    |                |        |                    | Да                      | Да                   |